# تطهيرية

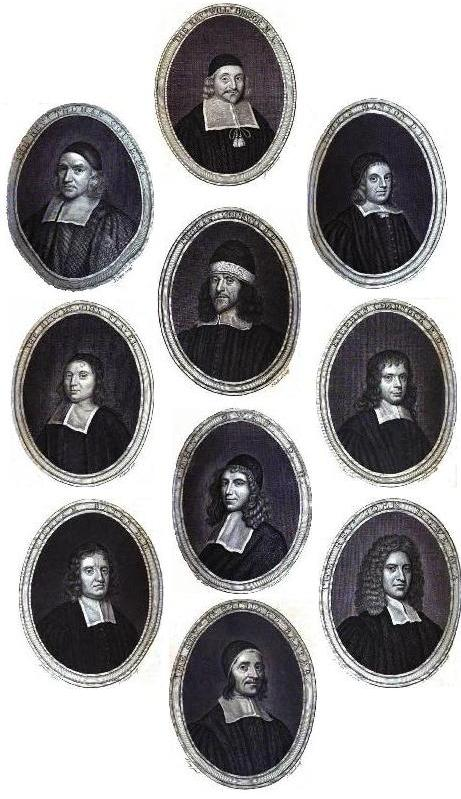
صور للاهوتيين تطهريين

تطهيرية أو البيوريتانية (بالإنجليزية: Puritanism أو Puritan)، هي مذهب مسيحي بروتستانتي يجمع خليطًا من الأفكار الاجتماعية، السياسية، اللاهوتية، والأخلاقية. ظهر هذا المذهب في إنجلترا في عهد الملكة اليزابيث الأولى وازدهر في القرنين السادس والسابع عشر، ونادى بإلغاء اللباس والرتب الكهنوتية.
وتستند تعاليمهم إلى الإيمان بالكتاب المقدس مصدراً وحيداً للعقيدة الدينية من دون الأخذ بأقوال القديسين ورجال الكنيسة، ويقضي بأن من واجب الإنسان أن يكون سلوكه في الحياة مطابقاً لما ورد في الكتاب المقدس، وعليه أن يؤمن بعقيدة القضاء والقدر. ولا يقتصر مذهب التطهرية على أداء العبادة في بعض المناسبات أو في أيام معينة، بل يوجب تطبيق العبادة في الحياة كلها، فيبدأ المتطهّر يومه بسلوك طاهر في علاقته الأسرية وباستقامة في تربية أولاده وبالمحافظة على صفاء روحه، ونظرته إلى شؤون الحياة بما فيها الناحية السياسية على هَدْيٍ من الله، بعيداً عما ورثته المسيحية في القرون الطويلة من شعائر شكلية ومظاهر كهنوتية. ويعتقد المتطهرون أن الله اختارهم وفضلهم على العالمين.
تأثرت الحركة التطهرية في نشأتها بمبادئ العقيدة البروتستنتية ولاسيما بتعاليم كالفن وتسفنغلي وبولينغر حتى أطلق بعضهم على البيوريتانية اسم الكالفينية. وللحروب الدامية التي شهدتها إنجلترا عملت الملكة إليزابيت الأولى على حل هذا الصراع المرير وتبني المذهب الأنغليكاني، وسميت الكنيسة بـ «الكنيسة الأنغليكانية» ومقرها كانتربري، وهي بروتستنتية في مبادئها وأقرب إلى الكاثوليكية في مظاهرها، وهذا ما أثار عداوة من عُرف بالمتطهرين، الذين تعرضوا لاضطهاد المجلس الأعلى للكنيسة الذي تأسس عام 1583، فدفع عدداً كبيراً منهم إلى الهجرة.
انتشرت البيوريتانية بشكل رئيسي في الأوساط الإنكليزية في القرنين السادس عشر والسابع عشر الميلاديين، وكثر أتباعها في إنكلترة على تعرضهم لاضطهاد الملوك من آل ستوارت، وصارت لهم كنيسة مستقلة عن أسقفية كانتربري. وكان لهم في المدن الصغيرة والمتوسطة من إنكلترة نفوذ واسع، وما يشبه الحكومات (كومّونات)، وأدى ذلك إلى صراع عنيف مع العرش الإنكليزي الذي كان يتخذ من قساوسة الأنغليكانية أدواتٍ لتحقيق أغراضه. وبمرور الزمن صار للمتطهرين قوةٌ سياسية في البرلمان الإنكليزي. كذلك انتشرت التطهيرية في أمريكة الشمالية ولاسيما في شمال شرقي الولايات المتحدة الحالية التي كانت تعرف بإنكلترة الجديدة (نيوإنغلند).
وقد شهد النصف الأول من القرن السابع عشر هجرتين للمتطهرين: أولاهما في أواخر عام 1620 إلى هولندة، ثم إلى رأس الرجاء الصالح ولكنهم تعرضوا للهلاك هناك بسبب المجاعة والأمراض. أما الهجرة الثانية فقد اتجهت نحو مساتشوسِتْس (نيوإنغلند) إحدى المستعمرات الإنكليزية في أمريكة الشمالية آنذاك عام 1630، بعد أن أقدم ملك إنكلترة شارل الأول على حل البرلمان. وحمل المهاجرون أموالهم إلى العالم الجديد، وقد تحول بعضهم إلى توراتيين وعدوا أنفسهم شعب الله المختار، وأنّ عليهم أن يتمموا رسالة العبرانيين القدماء، ونظروا إلى دولتهم في نيوإنغلند على أنها إسرائيل الجديدة، وفيها تقوم أورشليم الجديدة.
وقد أدى انتشار التطهرية إلى ظهور طوائف كثيرة ما زالت قائمة إلى اليوم. منها جماعة المتّقين (التَقوية) في ألمانية في القرن السابع عشر، وكذلك الحركة المنهجية في إنكلترة في القرن الثامن عشر، كما ظهرت في الولايات المتحدة جماعة متطرفة تحمل اسم الكويكرز.
ومن الآثار المهمة للحركة التطهرية، بسبب تأكيدها حرية الفرد، ظهور برجوازية جديدة، فالحرية الفردية وما رافقها من نجاح في مجال الصناعة، جعل أتباع البيوريتانية يهتمون بالثروة والمتعة وحب التملك بدلاً من البحث عن خيرات الأرض بالسعي والجد.
ومن أهم الأحداث السياسية التي قام بها أبناء التطهرية في القرن السابع عشر ثورة أوليفر كرومويل عام 1649 في إنكلترة على الملك تشارلز الأول ، التي انتهت بإعدامه وحلول نظام جمهوري، عرف بجمهورية كرومويل، محل النظام الملكي مدة عشر سنوات.